# Ращупкин, Виктор Иванович
Ви́ктор Ива́нович Ращу́пкин (род. 16 октября 1950, Каменск-Уральский, Свердловская область) — советский легкоатлет, олимпийский чемпион в метании диска. Заслуженный мастер спорта СССР (1980), кавалер ордена «Знак Почёта».

## Биография
Учился в Каменск-Уральской средней школе № 16 (золотая медаль). Окончил Ленинградский институт авиационного приборостроения (ныне — ГУАП), а также Государственный институт физической культуры имени П. Ф. Лесгафта. 
Живёт в Санкт-Петербурге.

## Карьера
Лёгкой атлетикой начал заниматься в возрасте 14 лет. Первый тренер — Глушков Владимир Степанович (СК "Салют", г. Каменск-Уральский). Являлся серебряным призёром Всероссийских соревнований школьников в толкании ядра (1968).  
Основных успехов достиг в метании диска. Серебряный призёр чемпионатов СССР (1978, 1979).
На Олимпийских играх в Москве выиграл золотую медаль в метании диска, отправив снаряд на 66,64 метров, опередив чехословака Имриха Бугара и кубинца Луиса Делиса.
Личные рекорды: ядро — 19,08 (1978), диск — 66,64 (1980).